# Laholms FK
Laholms FK är en fotbollsklubb från Laholm i Halland, bildad 3 maj 1957.

## Kända spelare
- Conny Johansson, Målvakt
- Janne Andersson, förbundskapten för Sveriges herrlandslag i fotboll
- Joakim Wulff, Målvakt
- Calle Genberg, Anfallare
- Max Mölder, Back
- Magnus Haglund, Tränare Halmstads BK
- Ronny Sabo, Mittfältare